# 中國物流集團 (2000年成立)
中國物流集團有限公司，簡稱中國物流集團（英語：China Logistics Group Limited，港交所除牌時0217.HK），是在2000年10月9日，由物華集團有限公司更名而來，當時業務經營電子商貿、物流等。
2003年7月9日，在更名中國誠通發展集團有限公司之前，由於當時業務出現嚴重虧損、加上同行業競爭白熱化，故此已出售給中國誠通集團控股有限公司收購，原有業務已正式終止。

## 連結
- HK217.com